# Piero Umiliani
Piero Umiliani (* 17. Juli 1926 in Florenz; † 14. Februar 2001 in Rom) war ein italienischer Filmmusikkomponist. Sein bekanntestes Lied ist der Schlager Mah Nà Mah Nà aus dem Jahr 1968, der erstmals in der italienischen Erotik-Dokumentation Schweden – Hölle oder Paradies? vorgestellt und danach wieder vergessen worden war. Weltbekannt wurde er erst, als er ab 1977 in der Muppet Show wiederverwendet wurde.

## Leben
Umiliani begann ein Jurastudium und verdiente nebenbei etwas Geld mit dem Arrangieren und Veröffentlichen von Jazztiteln. Durch Armando Trovajoli gefördert, konnte er 1950 sein erstes Album (Dixieland in Naples) veröffentlichen. Daraufhin bekam er (meist nicht mit Erwähnungen bedachte) Aufträge für jazzige Songs in etlichen Filmen, bis Mario Monicelli ihm den ersten offiziellen Credit für I soliti ignoti verschaffte. Umiliani gründete 1969 Sound Work Shop in Rom als Inkubator für experimentelle Aufnahmen, die Orchester- und elektronische Musik verschmolzen. Der erste von drei Soundtracks, die für ein Filmtrio des Regisseurs Luigi Scattini aufgenommen wurden, war La Ragazza dalla Pelle di Luna (Das Mädchen mit der Haut des Mondes) war eine der ersten Filmmusiken, die Umiliani bei Sound Work Shop aufgenommen hat.
Wie viele seiner Kollegen komponierte Umiliani in den 1960ern und 1970ern meist Filmmusiken zu Exploitationfilmen, vor allem für Italowestern, Agentenfilme, Giallo und Sexfilme. Obwohl er nie so berühmt wurde wie seine Kollegen Ennio Morricone oder Riz Ortolani, ist doch sein stilbildender Anteil an der Entwicklung des typisch europäischen jazzigen Soundtrack der 60er/70er Jahre nicht zu unterschätzen.
Im Gefolge der Retro-Welle in neuen US-amerikanischen Produktionen wurde der Sound Umilianis wiederentdeckt, so enthalten Leben und lieben in L.A., Kill Bill oder Ocean’s 12 einen alten Song von ihm.
Piero Umiliani hat für circa 150 Filme Lieder oder den gesamten Soundtrack komponiert.

## Filmografie (Auswahl)
- 1958: Diebe haben’s schwer (I soliti ignoti)
- 1962: Boccaccio 70 (Boccaccio 70)
- 1962: Erotica (L’amore difficile)
- 1964: Die Frauen sind an allem schuld (Les plus belles escroqueries du monde)
- 1964: Der Ritt nach Alamo (La strada per Fort Alamo)
- 1964: Die Stunde der harten Männer (Ercole, Sansone, Maciste e Ursus gli invincibili)
- 1966: I due figli di Ringo
- 1966: Fünf vor 12 in Caracas (Inferno a Caracas)
- 1966: Lotosblüten für Miss Quon
- 1967: Warteliste zur Hölle (Anonima de asesinos)
- 1967: Feuer frei auf Frankie
- 1967: Ric e Gian alla conquista del West
- 1967: Der Sohn des Django (Il figlio di Django)
- 1967: Die Zeit der Geier (Il tempo degli avvoltoi)
- 1967: Argoman – Der phantastische Supermann (Come rubare la corona d’Inghilterra)
- 1967: Die längsten Finger hat Madame (La notte è fatta per... rubare)
- 1968: I nipoti di Zorro
- 1968: Schweden – Hölle oder Paradies? (Svezia, inferno e paradiso)
- 1969: Blonde Köder für den Mörder
- 1969: Quinto, töte nicht (El valor de un cobarde)
- 1970: Django sfida Sartana
- 1970: Drei Halunken und ein Halleluja (Roy Colt & Winchester Jack)
- 1970: Ein Zirkus und ein Halleluja (I vendicatori dell’Ave Maria)
- 1971: Drei Amen für den Satan (La vendetta è un piatto che si serve freddo)
- 1971: Ein Fressen für Django (W Django!)
- 1971: Mondo perverso – Diese wundervolle und kaputte Welt (Questo sporco mondo meraviglioso)
- 1972: Der große Schwarze mit dem leichten Knall (La schiava io ce l’ho e tu no)
- 1973: Foltergarten der Sinnlichkeit 2 (Baba Yaga)
- 1974: Zehn Cowboys und ein Indianerboy (Dieci bianchi uccisi da un piccolo Indiano)
- 1975: Die Puppe des Gangsters (La pupa del gangster)
- 1976: Nackte Eva (Eva nera)
- 1978: Follow Me (Follie di notte)
- 1979: Hummer zum Frühstück (Aragosta a colazione)
- 1980: Ich hasse Blondinen (Odio le bionde)